# تشارلز في. شابن
تشارلز في. شابن (بالإنجليزية: Charles V. Chapin)‏ هو طبيب أمريكي، ولد في 17 يناير 1856، وتوفي في 31 يناير 1941.